# Листокрутка свинцевосмугаста
Листокрутка свинцевосмугаста (Ptycholoma lecheana L.) — метелик з родини листокруток. Шкідник сільського господарства, пошкоджує всі плодові культури.

## Опис
Розмах крил метелика досягає 15-21 міліметрів. Передні крила темно-бурі з червонуватим відтінком, іноді з жовтуватим або цегляно-червоним, з блискучими смужками сталевого або свинцевого кольору. Задні крила темно-сірі. Яйця зелені, самка відкладає їх купками на листя зверху. Гусениці блідо-зеленого кольору, голова і грудний щиток світло-бурі, й на голові помітні дві підковоподібні плями, а на грудному щитку — чорні плями. Довжина дорослої гусениці досягає 20 міліметрів. Лялечка коричнева, з більш темною спинкою, кінець черевця витягнутий і загострений, довжина лялечки 1 см.

## Екологія
Протягом року дає одне покоління. Зимують гусениці третього віку в щільному білому павутинному коконі.